# Lingua delaware
La lingua delaware anche nota come lingua lenape è composta da due sottolinguaggi: la lingua munsee e la lingua unami. Essi appartengono al sottogruppo lingue algonchine orientali appartenente alla famiglia delle lingue algonchine. Il munsee e l'unami vennero parlati originariamente dalla popolazione dei lenape. Questa popolazione abitava nei pressi della regione dell'attuale New York City, in particolare nelle isole di Staten Island, Long Island, Manhattan e la vicina valle dell'Hudson; alcuni gruppi erano insediati anche negli stati confinanti della Pennsylvania, del New Jersey e lungo le coste del Delaware.

## Storia
Si ritiene che durante l'ultima metà del XVII secolo esistessero circa quaranta villaggi locali con un centinaio di persone per ogni villaggio. Con l'avvento dei primi colonizzatori europei la stima è di circa 8000/12 000 persone circa. Prima dell'avvento degli europei queste popolazioni non furono mai unite né politicamente né linguisticamente, e i nomi delaware, munsee e unami vennero applicati solo successivamente, l'appellativo munsee cominciò ad essere utilizzato a partire dal 1727, mentre la parola unami si iniziò a utilizzare a partire dal 1757.
L'intensificarsi dei contatti con gli europei portò alla graduale perdita delle popolazioni Delaware dei loro territori originari, in un lento processo di movimenti migratori che diedero luogo a continui smembramenti e accorpamenti di vari gruppi, tutto ciò in un arco temporale di circa duecento anni. Gli attuali nomi con cui vengono identificate queste popolazioni vennero attribuiti alle comunità frutto di questo processo migratorio, che vide lo spostamento coatto delle popolazioni Delaware in Oklahoma, Kansas, Wisconsin, e nei territori di New York e Canada.
Durante la fine del XIX secolo in Oklahoma si formarono due gruppi distinti che parlavano il linguaggio unami, i cherokee delaware che si erano insediati a Washington, Nowata, e nelle Craig Counties e gli absentee delaware di Caddo County. Nonostante esistano ancora individui che parlano il linguaggio unami, esso è tuttavia considerato estinto. Attualmente è in corso un'opera di recupero di questa lingua da parte della Nazione Delaware in Oklahoma.
Questo processo di dispersione e agglomerazione investì anche i munsee costretti a migrare in diverse località a sud dell'Ontario alla fine del XVIII secolo, nelle zone di Moraviantown, Munceytown, e delle Sei Nazioni. Un'ulteriore ondata migratoria portò alcuni munsee nelle zone di Stockbridge e Cattaraugus oltre che in Kansas. Attualmente esistono solo uno o due individui che conservano ancora la lingua munsee nei pressi di Moraviantown.

## Classificazione

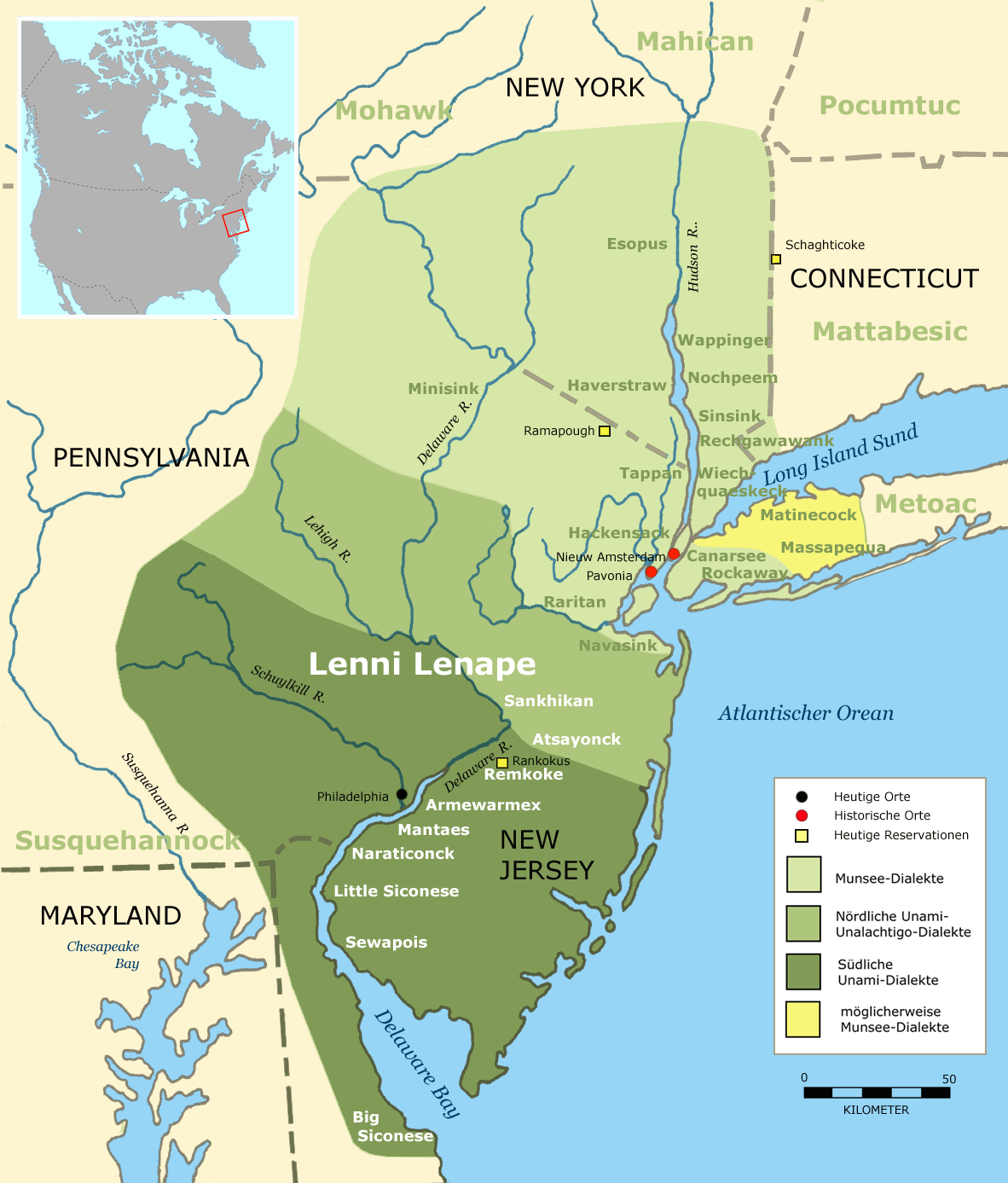
Immagine dettagliata della diffusione del lingua delaware, con distinti i sottogruppi munsee e unami.

Il munsee e l'unami sono considerati appartenenti alla famiglia dei linguaggi algonchini e sono classificati nel sottogruppo dei linguaggi algonchini orientali. Le lingue della famiglia algonchina costituiscono un gruppo di lingue storicamente derivate da una fonte comune, il proto-algonchino.
La diffusione della lingua algonchina va dal Canada, alle Montagne Rocciose fino alla costa atlantica, passando per la regione delle Grandi Pianure americane e la zona meridionale dei Grandi Laghi. Tuttavia, nonostante la sua ampia diffusione, gran parte dei linguaggi algonchini sono ormai estinti.
Il linguaggio algonchino orientale era diffuso nella costa atlantica orientale e si estendeva dalle "Province Marittime" del Canada fino alla Carolina del Nord. Anche la maggior parte di questi linguaggi è ormai andata perduta e se ne ha conoscenza solo grazie a rare testimonianze. Tuttavia l'Algonchino orientale è considerato un sottogruppo della famiglia delle Lingue algonchine, e ha al suo interno un numero sufficiente di caratteristiche peculiari che suggerisce una sua provenienza da una fonte comune, ovvero un proto-algonchino orientale.
La grande somiglianza tra lingua munsee e unami indica che esse siano derivate da una lingua originaria comune, che si potrebbe definire "delaware comune" dalla quale si sono distinte nel corso del tempo prendendo ognuna caratteristiche specifiche. In alcune classificazioni il munsee e l'unami vengono accorpati con la lingua mohicana, a formare un unico gruppo denominato "delawarano", intendendo così esprimere la stretta affinità tra i tre linguaggi; tuttavia unami e munsee sono molto più strettamente correlati tra loro che rispetto al mohicano. Per questo motivo la corretta genealogia dei linguaggi Delaware potrebbe essere ricostruita in questo modo: 
proto-algonchino ⇒ proto-algonchino orientale ⇒ delawerano ⇒ delaware comune + mohicano, dove il delaware comune si suddivide ulteriormente in munsee e unami.

## Fonologia
Il munsee e l'unami hanno un bagaglio simile ma non uguale di consonanti e vocali, ma condividono numerose regole fonetiche in comune. Ad esempio entrambi i linguaggi hanno la stessa regola di base per attribuire l'accento. Tuttavia l'unami ha la particolarità di assegnare l'accento in alcune forme verbali in modo tale che la penultima sillaba viene accentata anche quando la regola per l'accento vuole che esso debba essere posto nella sillaba che la precede.
Entrambi i linguaggi presentano la stessa gamma di consonanti, come nella tabella seguente:
|           | Bilabiale | Dentale | Postalveolare | Velare | Glottidale |
| --------- | --------- | ------- | ------------- | ------ | ---------- |
| Occlusiva | p         | t       | č             | k      |            |
| Fricativa |           | s       | š             | x      | h          |
| Nasale    | m         | n       |               |        |            |
| Laterale  |           | l       |               |        |            |
| Vibrante  | w         |         | y             |        |            |

Occorre aggiungere che l'unami presenta consonanti occlusive lunghe mute come p·, t·, č·, k, e consonanti fricative lunghe mute come s·, š·, ed x·. Tuttavia una piena analisi delle consonanti lunghe non è mai stata possibile e per questo esistono diverse versioni del sistema di consonanti della lingua Delaware.
Anche per quanto riguarda l'analisi del sistema di vocali esistono diverse interpretazioni. Una di queste vuole che i due linguaggi abbiano lo stesso sistema di vocali composto da quattro vocali lunghe che sono: /i· o· e· a·/, e due brevi, che sono: /ə a/. Questo sistema è lo stesso che è stato ricostruito per il proto-algonchino orientale. Una lettura alternativa alla prima riflette invece le differenze tra i due linguaggi, come mostrato nello schema sottostante:
|        | Anteriori | Centrali | Posteriori |
| ------ | --------- | -------- | ---------- |
| Aperte | i·, i     |          | o·, o      |
| Medie  | e·, e     | ə        |            |
| Chiuse |           | a·, a    |            |

|        | Anteriori | Centrali | Posteriori |
| ------ | --------- | -------- | ---------- |
| Aperte | i·, i     |          | o·, u      |
| Medie  | e·, e     | ə·, ə    | ɔ·, ɔ      |
| Chiuse |           | a·, a    |            |

## Lessico
Sia l'unami che il munsee presentano prestiti linguistici dalle lingue europee. I primi Europei in assoluto ad entrare in contatto con la cultura delaware furono gli esploratori olandesi e per questo motivo sia nella lingua unami che nella munsee esistono prestiti linguistici dall'olandese. Gran parte delle parole delaware prese dall'olandese sono nomi attribuiti agli oggetti comunemente oggetto di commercio, soprattutto quelli assolutamente nuovi per questa cultura, come è mostrato nella tabella sottostante:
| Munsee  | Unami    | Olandese        |
| ------- | -------- | --------------- |
| hé·mpət | hémpəs   | hemd camicia    |
| á·pə̆ləš | á·p·ələš | appel mela      |
| kə̆nó·p  | kənó·p   | knop bottone    |
| šə̆mə́t   | šəmit    | smid fabbro     |
| pó·təl  | pó·t·əl  | boter burro     |
| šó·kəl  | šó·k·əl  | suiker zucchero |
| mó·kəl  | mɔ́·k·əl  | moker maglio    |

## Sistema di scrittura
Non esiste un sistema di scrittura standardizzato né per la lingua unami né per la lingua munsee. Per questo motivo i linguisti tendono a fare uso dei caratteri presenti nell'alfabeto fonetico internazionale o anche nell'alfabeto fonetico americano per rappresentare suoni che non sono sufficientemente rappresentati nei sistemi standard di scrittura.